# Al-Asraf Barszbáj egyiptomi szultán
Al-Asraf Barszbáj, azaz Szajf ad-Dín Abu n-Naszr Barszbáj ad-Dakmáki az-Záhiri (1369 – 1438. június 7.) az egyiptomi cserkesz (pontatlan, de gyakori megnevezéssel burdzsi) mamlúkok kilencedik szultánja volt (uralkodott 1422. március 31-étől haláláig). Teljes titulusa al-Malik al-Asraf, melynek jelentése „a legnemesebb király”. Évtizedek óta tartó hanyatlásnak vetett rövid időre véget megerősítve birodalma pozícióit mind a Közel-Keleten, mind a Földközi- és Vörös-tengeren.

## Útja a trónig
Az-Záhir Barkúk (1382–1399), a cserkesz uralmat megalapozó szultán idején került Egyiptomba rabszolgaként. Felszabadítását és kiképzését követően, al-Muajjad Sajh (1412–1421) idején kapott jelentősebb megbízást: Tripoli helytartója lett. Később bebörtönözték, és Margat, majd Damaszkusz várában raboskodott, ahonnan Sajh halála után, az-Záhir Tatar néhány hónapos uralma alatt szabadult ki, és került az udvarba. Itt rövidesen döntő befolyásra tett szert: előbb a Tatar kiskorú fia, asz-Szálih Muhammad mellett régensi feladatot ellátó Janíbak asz-Szúfit szorította ki a hatalomból, majd 1422. március 31-én letette a szultánt, és maga foglalta el a kairói trónt.

## Uralkodása

### Az ellenzék legyőzése
Barszbáj uralma során a Mamlúk Birodalom belső helyzete viszonylag nyugalmasnak volt mondható, mindössze két lázadást kellett levernie: az elsőt mindjárt 1422-ben, amikor a szafadi kormányzó lázadt fel ellene – névlegesen asz-Szálih Muhammad érdekében –, majd röviddel ezután egy másikat, ami a damaszkuszi helytartó kivégzésével végződött 1424 januárjában. Közben Dzsáníbak 1423-ban megszökött alexandriai fogságából, és egy ideig Kairóban rejtőzött, komoly nyugtalanságot okozva a szultánnak, aki ekkor több magas rangú mamlúkot is bebörtönzött vagy büntetett meg másképp. A szökésben lévő ellenfél támadásának lehetősége a jelek mindvégig aggasztotta Barszbájt, aki különböző, sokszor kiszámíthatatlan intézkedéseket hozott ennek kivédésére.

### Ciprus alávetése

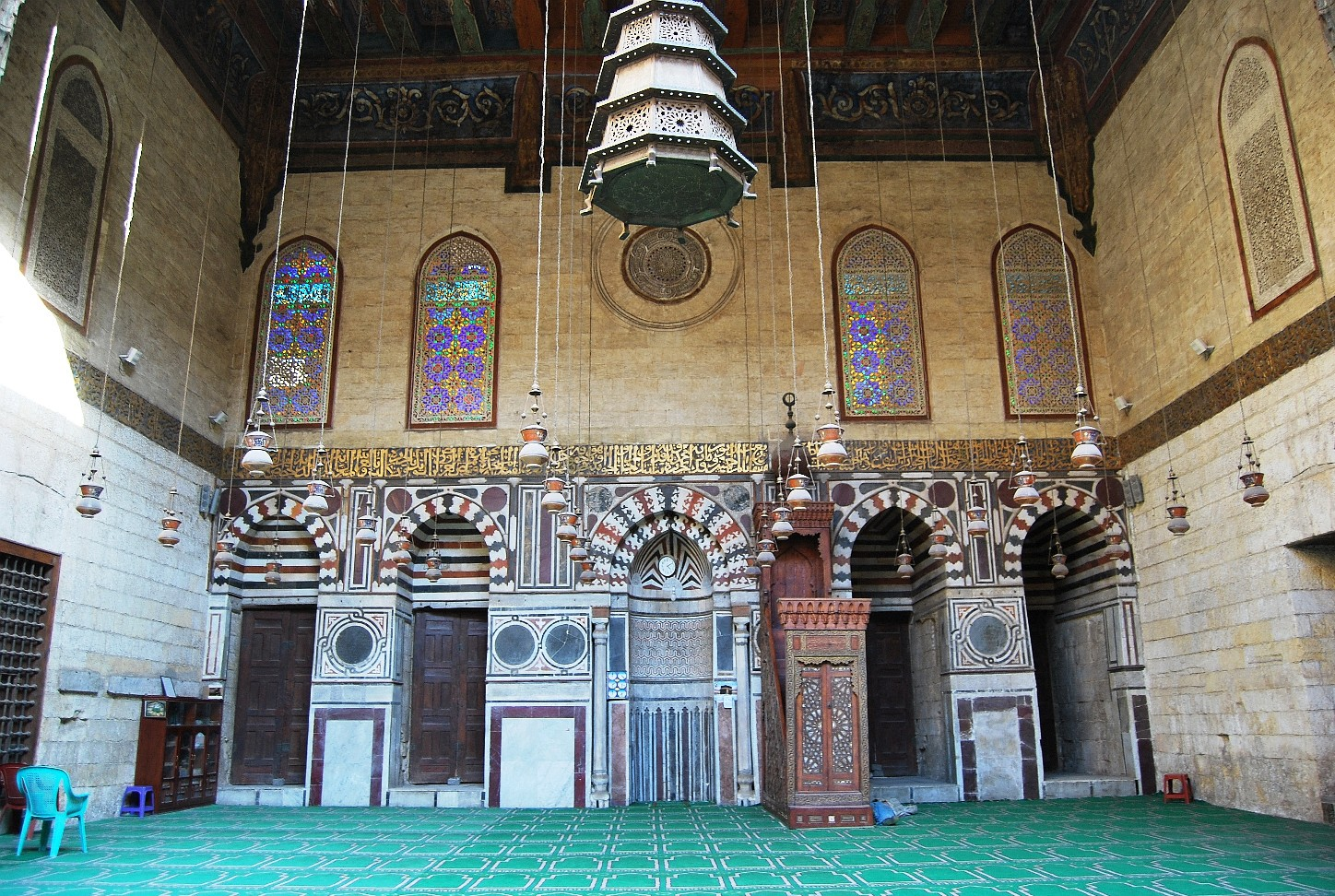
Az al-Asraf-komplexum belső tere. A mecsetiskolát és mauzóleumot magába foglaló épületet 1425-ben építtette a szultán.

Röviddel Barszbáj trónra lépését követően ciprusi latin kalózok fogtak el Alexandria közelében egy értékes árukat szállító muszlim kereskedőhajót, ám megtorlás helyett a szíriai lázadások miatt a szultán kénytelen volt megelégedni azzal, hogy több emírt telepített a tengerparti városokba, hogy figyeljék az ottani eseményeket. 1424 júniusában Damietta mellett két kalmárt raboltak el a keresztény kalózok. Barszbáj ezúttal lecsapott: elkoboztatta az alexandriai, damiettai és szíriai frank (azaz nyugat-európai) kereskedők vagyonát, és váltságdíj megfizetéséig őket magukat is bebörtönözték. (Az intézkedés kedvezőtlenül érintette a birodalom gazdaságát, ezért tiltakoztak is ellene a kincstárat felügyelő hivatalnokok.) A szultán rövidesen megtalálta a helyes megoldást: 1424 augusztusában Janus király  által uralt Ciprus ellen indított egy kisebb hajóhadat.
A flotta zsákmánnyal és rabokkal tért haza Limassolból, miután Famagusta genovai kormányzójától segítséget és útmutatást kapott. A sikeren felbuzdulva Búlákban állami hajógyárat létesítettek, a Nílus-delta keleti részén haladó útvonal védelmére pedig Tína városában erődöt létesítettek. 1425 nyarán újabb expedíció indult, amely Tripoliban egyesült a szíriai erősítéssel, majd ismét Famagusta felé indult. A genovai helytartó tájékoztatta a muszlimokat Janus király előkészületeiről, hogy ellenálljon nekik, így a két tengeri és egy szárazföldi összecsapásból győzedelmesen kerültek ki. Amikor azonban elterjedt a hír, hogy Janus nagy sereggel közeledik, az egyiptomi hajóhad jobbnak látta hazatérni szép zsákmányával.
1426-ban megindult a harmadik hadjárat Ciprus ellen. A Búlákból Damietta és Alexandria érintésével induló flotta, miután Rasíd (Rosette) mellett összecsapott négy frank hajóval, ezúttal szíriai kitérő nélkül egyenesen Limassolra támadt, amit július 3-án elfoglalt, majd a muszlimok megindultak a főváros, Nicosia felé. Az egyiptomi hadsereg szervezetlenül, felkészületlenül vonult északra, nem számítva komolyabb ellenállásra, ám július 7-én Hirokitíánál lerohanta őket Janus serege. A muszlimok nagy része meg sem érkezett a csatatérre, amikor a mártíromságra készülő elit mamlúkok lerohanták a túlerőben lévő keresztényeket, és végül váratlan módon megfutamították őket. Janus királyt fogságba ejtették, majd akadály nélkül bevonultak Nicosiába, kifosztották a várost, végül július 18-án visszaindultak Egyiptomba. Győzelmük örömére augusztus 3-án valóságos diadalmenetet tarthattak a kairói fellegvár felé. Barszbáj, vallásosságáról tanúbizonyságot téve, a zsákmány egy részét mekkai építkezésekre és felújításokra fordította.
Janust tíz hónapnyi megalázó fogság után engedték szabadon nagy váltságdíj és évi adófizetés fejében.  Ciprust sikerült vazallussá süllyeszteni, és ez nem csak ideiglenes eredmény volt: 1432-ben Kairó támogatásával ültették trónra Nicosiában az elhunyt Janus fiát, II. Jánost, akit a szultán egy libériával is megakadályozott. A ciprusi siker a rhodoszi johannitákat is megelőző közeledésre késztette.

### A kereskedelem megerősítése és megsarcolása

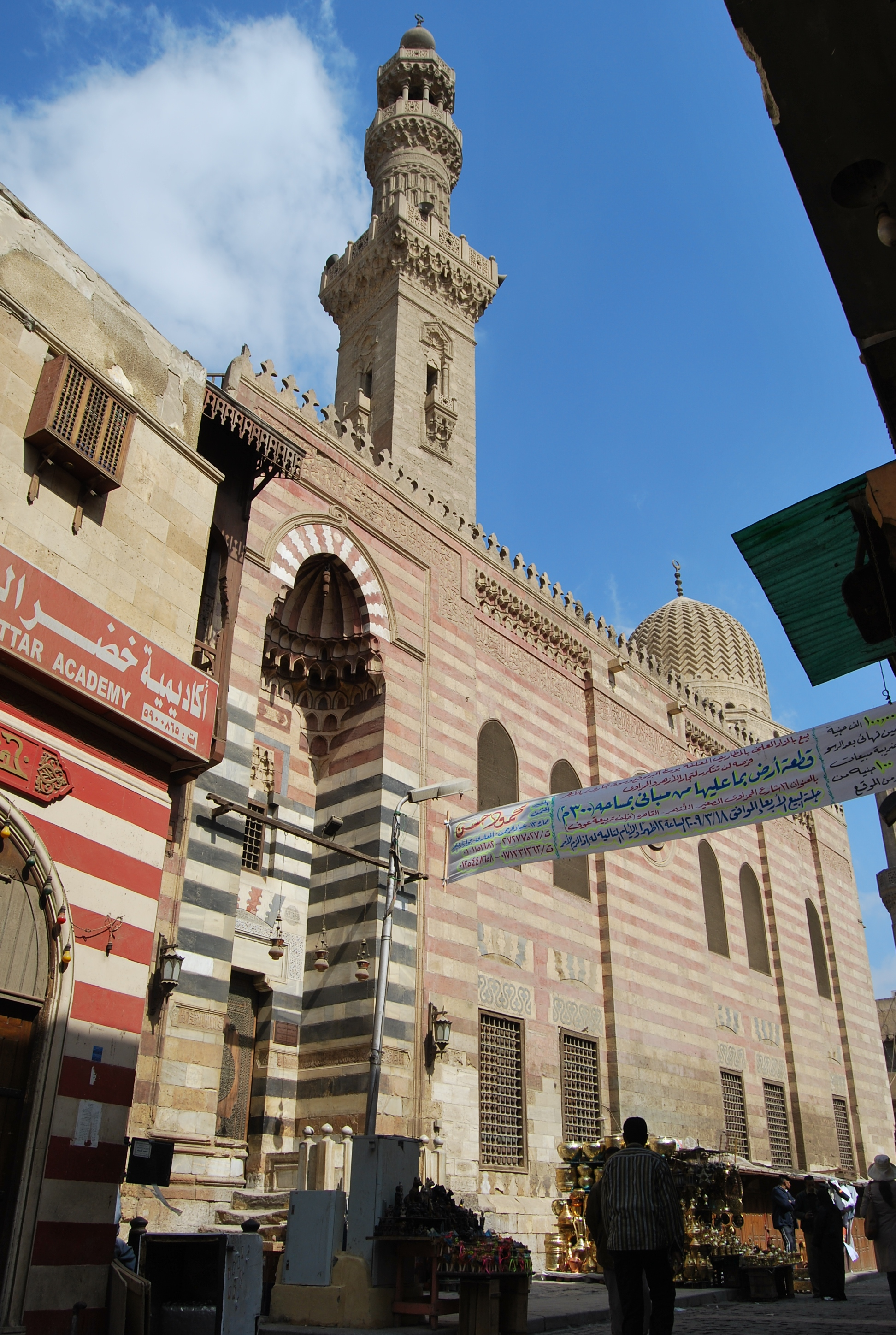
A Barszbáj-komplexum kívülről

A Fekete-tenger felől érkező rabszolgákat leszámítva Egyiptom legfontosabb importcikkei a különféle indiai és kínai fűszerek és luxuscikkek voltak, amelyek hagyományosan a jemeni Áden kikötőjébe érkeztek, ami a helyi zajdita imám felügyelete alatt állt. Barszbájnak azonban kiváló lehetősége kínálkozott a profit megszerzésére, mivel a kortárs jemeni uralkodó, an-Nászir Ahmad jelentősen megemelte a kereskedőkre kirótt terheket.
A mamlúk uralkodó, aki a névleges védnökség mellett erősebben akarta felügyelni a Hidzsázt, kettős feladatot bízott seregeire, akik 1425-ben szálltak partra a Vörös-tenger túlpartján: térítsék hűségére a mekkai sarífot, a megbízhatatlan Haszan ibn Adzslánt, és szállják meg a szent város kikötőjét, Dzsiddát. A sereggel hivatalnokok is érkeztek, akik megkezdték a keletről érkezett hajók jemeninél mértékletesebb vámolását. Bár a vám megosztása több konfliktushoz vezetett a saríf és a szultán között, a dzsiddai kikötő rövid időn belül magához vonzotta a keleti tengeri kereskedelem forgalmának zömét: 1432-ben még kínai dzsunkák is megjelentek itt áruikkal.
Az állam hasznát mindenek felett szeme előtt tartó szultán 1428/1429-ben még arra is hajlandó volt, hogy a keleti kereskedelmet addig kizárólagosan ellenőrző Kárimi kereskedőházat megrövidítve a legfontosabb termék, a bors kereskedelmére állami monopóliumot vessen ki, és központilag szabályozza eladási árát és eladható mennyiségét. A hazai és velencei kereskedők egyaránt nehezményezték a lépést.

### Kapcsolat Sáh Ruhhal
1435-ben a szultán levelet kapott, amelyben feddésben részesült kereskedelmi politikája miatt. A levél szerzője Timur Lenk fia és örököse, a Herátból Perzsia nagy része felett uralkodó Sáh Ruh volt. Timur 1400–1401 fordulóján súlyos vereséget mért a mamlúkokra Szíriában, és most fia békésebb módon kívánta befolyását megerősíteni a Közel-Keleten. Már évek óta követelte a szultántól követei útján azt a szent városok feletti befolyást jelző jogot, hogy ő küldhesse a kiszvát, a Kábát burkoló díszes szövetet Mekkába. Barszbáj ennek az I. Bajbarsz óta gyakorolt jognak az átadására nem volt hajlandó, és 1434-ben a korábbi lekezelő magatartás helyett váratlanul ünnepélyes keretek között próbálta rendezni az ügyet. A szultán a fellegvár bíráskodásra szolgáló termében (dár al-adl, „az igazságosság háza”) fogadta a teljes udvar jelenlétében a követet, Mohamed próféta egyik leszármazottját, aki átadta neki Sáh Ruh levelét, melyben kijelentette, hogy ő megesküdött a kiszva elküldésére. A szultán erre kikérte a négy madzhab főbíróinak véleményét, és a hanafita kádi a többiek hallgatólagos beleegyezése mellett semmisnek nyilvánította az esküt. Barszbáj egyúttal ajánlotta, hogy ha Sáh Ruh jótékonykodni akar, adja el az elkészített hatalmas kiszvát, és az árát ossza szét a mekkai szegények között. A feszültségek ezzel nem értek véget.
A timurida uralkodó nem csak diplomáciai eszközökkel gyakorolt nyomást Kairóra. Bár al-Muajjad Sajh megszilárdította a mamlúk befolyást Elbisztán és Kilikia területén, az anatóliai térségben vészesen megerősödött Sáh Ruh befolyása. 1435 augusztusa és szeptembere folyamán a Timurtól elszenvedett vereségből nemrég kilábalt Oszmán Birodalom, Karamán, az elbisztáni dulkadrida emírség és a Dijár Bakr központú Ak-Kojonlut vezető Kara Jülük Oszmán egyaránt behódolt Sáh Ruhnak, elfogadván annak ajánlatát, hogy „helytartói” legyenek. 1436 januárjában Kairóba is megérkezett Sáh Ruh követe, közölve Sáh Ruh azon szándékat, hogy a szultánt is helytartóvá alacsonyítsa le. Barszbáj az ajánlaton úgy feldühödött, hogy a timurida uralkodótól kapott palástját szétszaggatta, a követet pedig felpofoztatta és egy lóitatóba nyomatta, hogy az majdnem megfulladt.

### Anatóliai harcok
Nem Sáh Ruh – egyébként háborúba nem torkolló – térnyerése volt az egyetlen, mamlúkokat nyugtalanító probléma Kis-Ázsia földjén. Az Ak-Kojonluval határháború robbant ki, amelybe 1433-ban a szultán személyesen is beavatkozott, és serege egészen Kara Jülük fővárosáig, a Dijár Bakr-beli Ámidig tört előre, amit azonban nem tudott bevenni. Végül ellenfele elfogadta, hogy a mamlúk uralkodó hűbérese legyen, de a kis győzelmet beárnyékolta a mamlúksereg fegyelmezetlensége, és az, hogy a haderő fele elveszett a hadjárat során. Ezzel azonban nem rendeződött a helyzet.
A hatalomból kiszorított Dzsáníbak hosszú idő múltán Szírián keresztül Anatóliába vonult, és 1435 májusában Tokatban bukkant fel. Rövidesen az Ak-Kojonlu egy részét maga mellé tudta állítani, ám őket Kara Jülük visszahívta Sáh Ruh parancsára, hogy felvegyék a harcot a rivális síita Karakojunlu törzsszövetséggel. Az összecsapásban Kara Jülük is odaveszett. Dzsáníbak így kénytelen volt a dulkadrida Nászir ad-Dín Mehmed egyik fiának támogatásával megelégedni, ő azonban Malatya ostrománál elfogta és Elbisztánba hurcolta. Barszbáj diplomatái kérték Dzsáníbak kiadatását, ám Nászir ad-Dín erre nem volt hajlandó – Sáh Ruh nyomására hivatkozva 1436 januárjában dolguk végezetlenül küldte vissza a mamlúk követeket.
Az emír a valóságban nem parancsot teljesített, hanem a maga oldalára akarta állítani Dzsáníbakot, hogy ezáltal garantálja a függetlenségét Kairótól. Rövidesen szabadon is engedte foglyát, mire Barszbáj hadsereget küldött északra. Elbisztáni portyákat követően az 1436. július 10-én Ajntábnál vívott ütközet egyiptomi győzelemmel végződött, de Dzsáníbak elmenekült. 1437-ben egy Maraas környéki portyán Mehmed és szövetségese összekülönbözött, mire Dzsáníbak a Kara Jülük fiai között felosztott Ak-Kojonlunál keresett segítséget – sikertelenül. A törökök elárulták, és kiadták az aleppói kormányzónak. 1437. október 27-én halt meg fogságban, fejét körbehordozták a birodalomban elrettentésül.

## Halála, utódlása
Barszbáj 1438 júniusában hunyt el az Egyiptomban pusztító pestisjárvány során. Néhány héttel halála előtt tizennégy esztendős fiát, Júszufot jelölte ki örököséül a kalifa, a főbírók és az előkelőségek jelenlétében. A régensi feladatokat az atabégre, Csakmak az-Záhirira bízta. Az ünnepélyes bejelentésnek ugyanannyi haszna volt, mint minden korábbi, hasonló aktusnak: a kiskorú al-Azíz Júszufot hónapokon belül letették, és Csakmak személyében ismét Barkúk egy mamlúkja vette át a hatalmat.